# Жаніс Антіст
Жаніс Антіст (фр. Janis Antiste, нар. 18 серпня 2002, Тулуза, Франція) — французький футболіст, форвард італійського клубу «Сассуоло» та молодіжної збірної Франції. На правах оренди грає за «Реджяну».

## Клубна кар'єра
Жаніс Антіст народився у місті Тулуза і є вихованцем місцевого однойменного клуба. В академії «Тулузи» Антіст навчасся з восьмирічного віку. У 2019 році футболіста було включено в зяавку дублюючого складу «Тулузи». А вже у лютому 2020 року Антіст дебютував у першій команді у матчу чемпіонату Франції у Лізі 1.
У серпні 2021 року за 4,5 млн євро контракт нападника викупив італійський клуб «Спеція». І вже наприкінці серпня Антіст провів свій перший матч у італійській першості. Протягом сезону 2021/22 провів 18 ігор у Серії A.
Перед сезоном 2022/23 за 5,7 мільйонів євро перейшов до «Сассуоло». У новій команлі за півроку провів лише дві гри, після чого на початку 2023 року повернувся на батьківщину, приєднавшись на правах оренди до друголігового «Ам'єна».
1 вересня 2023 року був знову відданий в оренду, цього разу до «Реджяни», представника італійської Серії B.

## Збірна
Жаніс Антіст виступав за юнацькі збірні Франції, починаючи з 2017 року. У 2021 році футболіст отримав виклик до складу молодіжної збірної Франції.

## Статистика виступів

### Статистика клубних виступів
Станом на 9 червня 2023
| Сезон              | Команда            | Чемпіонат          | Чемпіонат | Чемпіонат | Національний кубок | Національний кубок | Національний кубок | Континентальні кубки | Континентальні кубки | Континентальні кубки | Інші змагання | Інші змагання | Інші змагання | Усього | Усього |
| Сезон              | Команда            | Ліга               | Ігор      | Голів     | Ліга               | Ігор               | Голів              | Ліга                 | Ігор                 | Голів                | Ліга          | Ігор          | Голів         | Ігор   | Голів  |
| ------------------ | ------------------ | ------------------ | --------- | --------- | ------------------ | ------------------ | ------------------ | -------------------- | -------------------- | -------------------- | ------------- | ------------- | ------------- | ------ | ------ |
| 2019–20            | «Тулуза»           | Л1                 | 1         | 0         | КФ                 | 0                  | 0                  | -                    | -                    | -                    | -             | -             | -             | 1      | 0      |
| 2020–21            | «Тулуза»           | Л2                 | 30+1      | 7         | КФ                 | 4                  | 1                  | -                    | -                    | -                    | -             | -             | -             | 35     | 8      |
| серп. 2021         | «Тулуза»           | Л2                 | 3         | 0         | КФ                 | 0                  | 0                  | -                    | -                    | -                    | -             | -             | -             | 3      | 0      |
| Усього за «Тулуза» | Усього за «Тулуза» | Усього за «Тулуза» | 34+1      | 7         |                    | 4                  | 1                  |                      | -                    | -                    |               | -             | -             | 39     | 8      |
| серп. 2021–22      | «Спеція»           | A                  | 18        | 1         | КІ                 | 1                  | 0                  | -                    | -                    | -                    | -             | -             | -             | 19     | 1      |
| серп. 2022–23      | «Сассуоло»         | A                  | 2         | 1         | КІ                 | 0                  | 0                  | -                    | -                    | -                    | -             | -             | -             | 2      | 1      |
| січ.-черв. 2023    | «Ам'єн»            | Л2                 | 14        | 1         | КФ                 | 0                  | 0                  | -                    | -                    | -                    | -             | -             | -             | 14     | 1      |
| 2023–24            | «Реджяна»          | B                  | 0         | 0         | КІ                 | 0                  | 0                  | -                    | -                    | -                    | -             | -             | -             | 0      | 0      |
| Усього за кар'єру  | Усього за кар'єру  | Усього за кар'єру  | 69        | 10        |                    | 5                  | 1                  |                      | -                    | -                    |               | -             | -             | 74     | 11     |

### Статистика виступів за збірну
Станом на 9 червня 2023
| Дата       | Місто   | Господарі | Результат | Гості   | Турнір                             | Голи | Примітки |
| ---------- | ------- | --------- | --------- | ------- | ---------------------------------- | ---- | -------- |
| 12-10-2021 | Белград | Сербія    | 0 – 3     | Франція | Кваліфікація молодіжного Євро-2023 | -    | 79'      |
| Усього     |         | Матчів    | 1         |         | Голів                              | 0    |          |

## Особисте життя
Батько Жаніса має походження з острова Мартиніка.